# 周晓沛
周晓沛（1945年—），中华人民共和国外交家。
1997年，担任中华人民共和国驻乌克兰大使。2000年，担任中华人民共和国驻波兰大使。2003年，担任中华人民共和国驻哈萨克斯坦大使。